# Базельское епископство
Епископство Базель (нем. Bistum Basel, лат. Dioecesis Basileensis) — католическая епархия в Швейцарии с центром в городе Золотурн. При этом «базельским» диоцез называется лишь по традиции: в ходе Реформации епископы покинули город в 1527 году, перенеся свою резиденцию в Поррантрюи в современном кантоне Юра, в то время как город Базель в 1529 году перешёл в протестантизм. В 1828 году главным городом епархии стал Золотурн, а его раннеклассицистическая церковь свв. Урса и Виктора получила статус кафедрального собора.
В настоящее время территория Базельского епископства охватывает кантоны Ааргау, Базель-Ланд, Базель-Штадт, Берн, Юра, Люцерн, Шаффхаузен, Солотурн, Тургау и Цуг.

## История
История епархии восходит к позднеантичному епископству с центром в римском поселении Августа Раурика (примерно в 20 км восточнее Базеля), первый предстоятель которого, Юстиниан Раурикский (Justinianus Rauricorum), принял участие в Сардикийском церковном соборе в 343/344 года и в Кёльнском поместном соборе 346 года.
По всей видимости, в начале V века после разрушения города алеманнами епископская резиденция была перенесена в каструм Базилия (Basilia), из которого со временем возник современный город Базель. Вместе с тем нельзя однозначно утверждать последовательность Раурикского и Базельского епископств, так как вплоть до Рагнахария, епископа первой трети VII века, упомянутого в качестве епископа Аугста и Базеля (Augustanus et Basileae ecclesiarum praesul), достоверных сведений этой эпохи не сохранилось.
Первым предстоятелем епархии ещё со Средневековья считается Пантал (Pantalus), живший то ли около 300 года, то ли в V веке, и почитающийся святым покровителем епископства; впрочем, его реальное существование не доказано, и является, скорее всего, средневековой легендой.
В 618 году титул епископа носил Рагнахарий (Ragnacharius, Ragnachar), возглавлявший также аббатство Люксёй.
Непрерывный и достоверный список базельских епископов начинает Валаус (Walaus) времён правления короля Пипина Короткого. При сыне последнего, Карле Великом, епископство под управлением Хайто пережило свой первый расцвет. Хайто, как и Валаус, был аббатом Райхенау, и кроме того — доверенным лицом Карла Великого, и по его поручению совершил дипломатическую поездку в Византию в 811 году.

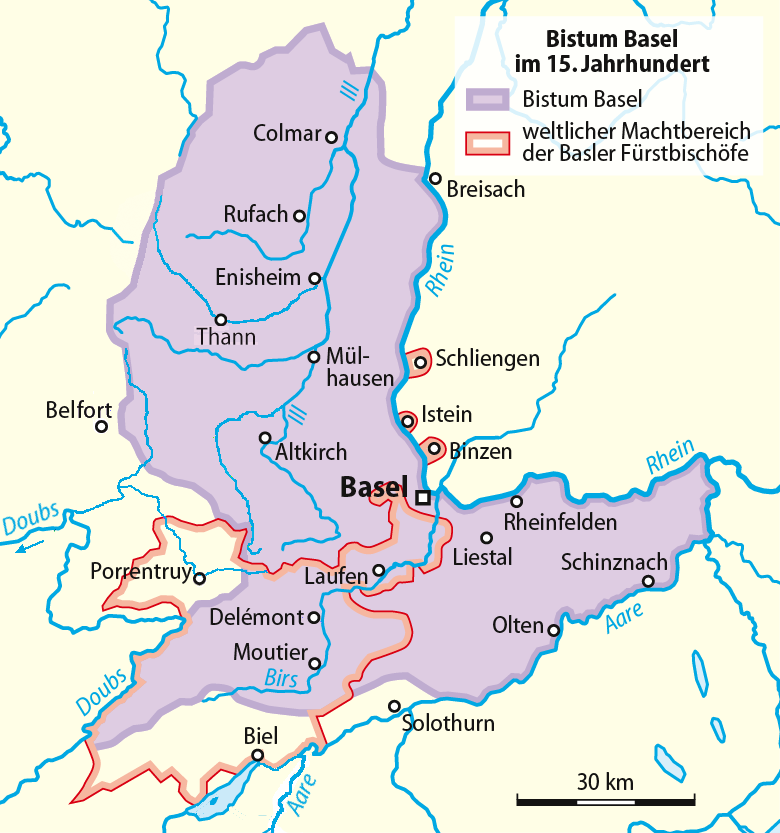
Епископство Базель: фиолетовым цветом отмечены границы епархии, красной линией — границы светских владений епископства

В конце X века, благодаря многочисленным пожертвованиям и актам дарения, в первую очередь, со стороны бездетного бургундского короля Рудольфа III, епископы Базеля смогли создать собственное светское владение, и тем самым стать князьями-епископами. Наибольшего могущества в этом смысле, как светские князья, епископы достигли в XI — первой половине XII вв., особенно при епископе Буркхарде фон Фенисе (Burkhard von Fenis, ок. 1040—1107), в ходе борьбы за инвеституру занявшем сторону Генриха IV, и даже сопровождавшего его в Каноссу.
Заключение Вормсского конкордата, общий кризис центральной власти, усиление Габсбургов и участившиеся конфликты с поднимавшимся городским самоуправлением Базеля сильно ослабили позиции епископской власти в XIII—XIV столетиях, потерявших почти все свои владения в Эльзасе, а также некогда епископские города Брайзах, Нойенбург и Райнфельден.
Церковный собор 1431—1449 годов едва ли способствовал восстановлению равновесия, окончательно подорванного в ходе Реформации, когда в 1527 году епископ Кристоф фон Утенхайм (Christoph von Utenheim, ок. 1450—1527) был вынужден перенести свою резиденцию из Базеля в Поррантрюи. В 1529 году после иконоборческого погрома в базельском мюнстере город покинул и домский капитул, выбрав своим местопребыванием сохранивший верность католицизму Фрайбург-в-Брайсгау (вплоть до 1678 года, когда Фрайбург был занят французами в ходе Голландской войны, а домский капитул перебрался в Арлесхайм, где с этого момента и до 1792 года располагался кафедральный собор епархии).
Радикальные перемены принесла Французская революция и период революционных войн. С отменой Национальным собранием всех феодальных прав, базельские епископы и капитул потеряли свои владения в Эльзасе, в 1790 году, кроме того, присоединённом к новому епископству Кольмар. В том же году с возникновением революционных клубов в базельском княжестве-епископстве вспыхнули беспорядки, подавленные лишь с помощью австрийской армии.
В апреле 1792 года, с началом военных действий и оккупацией части епископских владений, епископ Сигизмунд фон Роггенбах (Sigismund von Roggenbach, 1726—1794) покинул замок в Прунтруте и попытался найти поддержку в Цюрихе и Берне. С радикализацией революционного движения (провозглашение Республики во Франции), в ноябре 1792 года революционеры объявили о низложении князя-епископа, провозгласив 17 декабря Рауракскую республику, которая стала первой французской «дочерней республикой». Нашедший убежище в Констанце епископ фон Роггенбах скончался 2 года спустя.
Последний князь-епископ Базеля Франц Ксавьер фон Нево (Franz Xaver von Neveu, 1749—1828), избранный в изгнании в Констанце и правивший некоторое время из Оффенбурга, попытался вернуть свои владения под Базелем и даже переехал в Ла-Нёввиль на Бильском озере, однако под давлением французов и Берна, не желавшего рисковать войной, вынужден был вновь удалиться в Констанц, откуда с началом войны второй коалиции через Ульм и Пассау бежал в Вену.
В результате секуляризации фон Нево оказался епископом чисто швейцарского небольшого диоцеза, охватывавшего Базель, регион Фрикталь (к востоку от Базеля) и часть кантона Золотурн. Вернувшись в Оффенбург, он в период между 1803 и 1813 годами — через посредство папского нунция в Люцерне — активно пытался сохранить хотя бы свою духовную власть и восстановить управление.
Новые возможности открыло поражение Наполеона: хотя на Венском конгрессе в 1814 г. требование о восстановлении княжества-епископства было отклонено, в остальном, что касается гарантий существования базельского епископства, фон Нево мог праздновать успех. Ему на руку сыграл и кризис констанцского епископства: в 1814 году к базельской епархии присоединились констанцская, а также лозаннская части кантона Солотурн и так называемый «Малый Базель» (правобережная часть современного города Базель). В 1820 году «временно» к ним добавился и кантон Люцерн, прежде подчинённый Констанцу.
На основании конкордата 1828 года между папой Львом XII и кантонами Базель, Люцерн, Солотурн и Цуг новое «старое» епископство Базель было основано заново, теперь с центром в городе Солотурн. Самое активное участие в формировании новой епархии принял также кантон Берн. Праздничное оглашение этого решения состоялось 13 июля 1828 года. Основой нового домского капитула, который по-прежнему имеет право выбирать своего предстоятеля, стала коллегия церкви свв. Урса и Виктора, составленная из представителей Люцерна, Берна (по три голоса) и Цуга (один голос).
В 1829 году к конкордату присоединились кантоны Ааргау и Тургау, которым в 1864 году последовал кантон Берн, области которого на левом берегу Ааре до тех пор подчинялись лозаннскому епископству.
Из новейшей истории епископства следует упомянуть начавшуюся в 1970-х гг. дискуссию о возможной реорганизации самого территориально крупного епископства в Швейцарии; в первую очередь речь шла об административном отделении Тургау и Шафхаузена. Однако никаких окончательных решений принято не было.

## Галерея

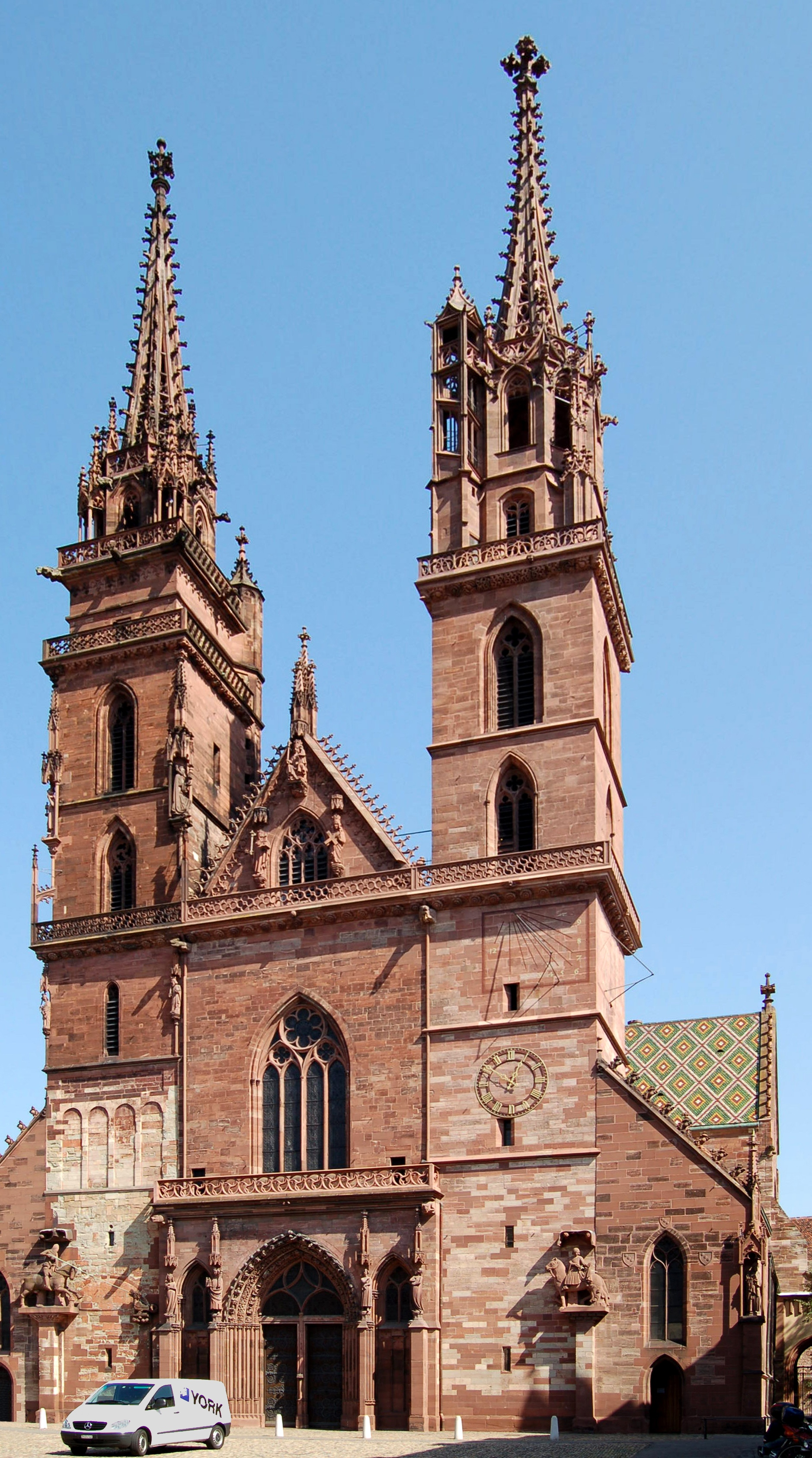
Базельский мюнстер — кафедральный собор епархии в Средние века
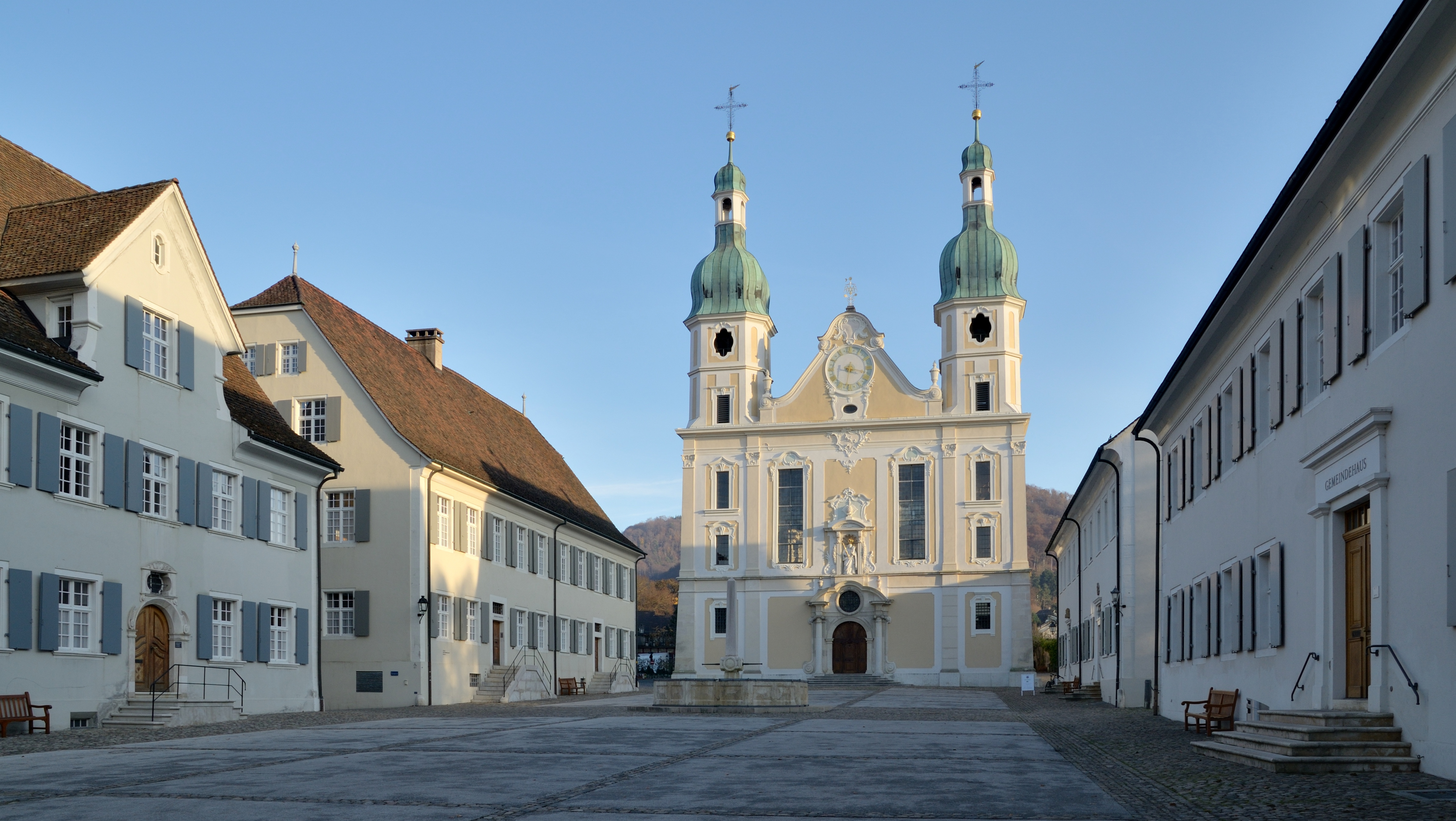
Арлесхаймский собор — главная церковь епископства с 1678 по 1792 гг. Видны также дома капитула
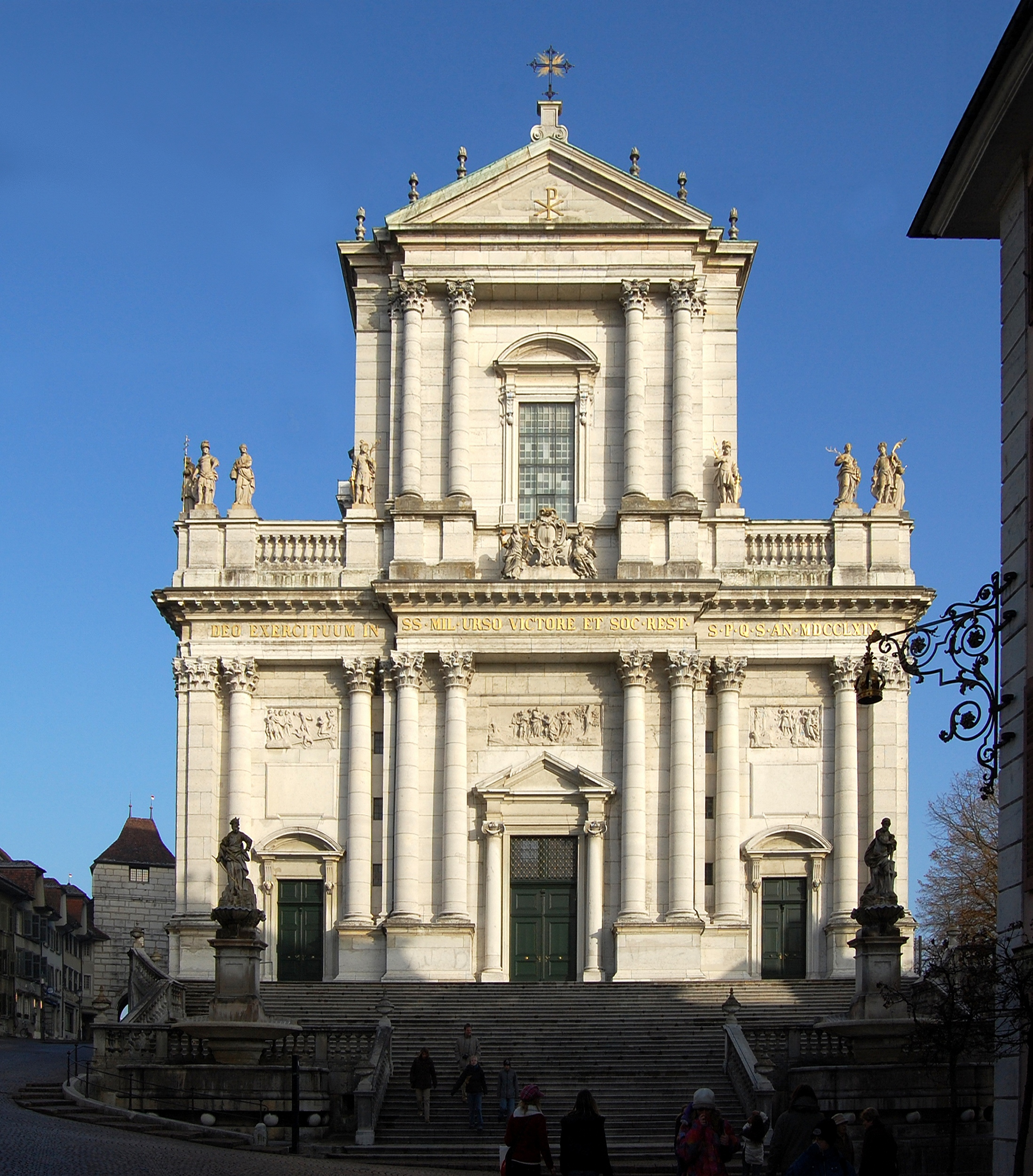
Собор святых Урса и Виктора в Солотурне — кафедральный собор епископства Базель с 1828 г.